# Beatrycze Luksemburska
Beatrycze Luksemburska (ur. 1305, zm. ok. 11 listopada 1319) – królowa Węgier, Chorwacji i Dalmacji.
Beatrycze była córką cesarza Henryka VII i jego żony Małgorzaty Brabanckiej, siostrą Marii Luksemburskiej i Jana Luksemburskiego.
Ojciec prowadził rokowania w sprawie jej małżeństwa z Karolem, synem króla Neapolu Roberta I Mądrego. Krótko przed śmiercią wezwał Beatrycze do Włoch. Miała z nią przyjechać matka cesarza. Później planowano wydać Beatrycze za księcia sycylijskiego Piotra, ale z powodu konfliktu z władcą Sycylii projekt małżeński stał się nieaktualny.
Gdy po śmierci pierwszej żony – Marii bytomskiej – król Węgier Karol Robert postanowił znów zawrzeć związek małżeński i na wiosnę 1318 wysłał do Czech swoich zaufanych – Tomasza Széchényiego i Szymona Kacsicsa wraz z pełniącym funkcję tłumacza mieszczaninem szoprońskim Stefanem, król czeski Jan Luksemburski wezwał do siebie obie swoje siostry. Starsza Maria przebywała w klasztorze cysterek St. Marienthal. Do Pragi siostry przybyły 20 czerwca 1318. Trzy dni później znalazły się w klasztorze w Zbrasławiu. Węgierscy posłowie, którym król czeski dał wolną rękę, po dokładnej ocenie oblicz, wdzięków i ciał obu dziewcząt wybrali młodszą Beatrycze. Zaraz potem nastąpiły zaręczyny. Nieobecnego króla zastępowali posłowie. Wkrótce węgierskie poselstwo wraz z Beatrycze wyruszyło do Budy. Na granicy zostało uroczyście powitane przez wysłanników królewskich. Beatrycze została koronowana na królową Węgier w oktawie św. Marcina (między 12 a 17 listopada), a następnie rozpoczęło się wielodniowe wesele.
Beatrycze zmarła przy porodzie. Została pochowana w katedrze w Varaždinie.
Karol Robert rok później poślubił Elżbietę Łokietkównę.
| 4. Henryk VI Luksemburski |  |                            |  |  |              |
|                           |  | 2. Henryk VII Luksemburski |  |  |              |
| 5. Beatrycze d'Avesnes    |  |                            |  |  |              |
|                           |  |                            |  |  | 1. Beatrycze |
| 6. Jan I Zwycięski        |  |                            |  |  |              |
|                           |  | 3. Małgorzata Brabancka    |  |  |              |
| 7. Małgorzata             |  |                            |  |  |              |
|                           |  |                            |  |  |              |

## Literatura
- Dworzaczek W., Genealogia, Warszawa 1959, tablica 46.
- Spěváček J., Jan Lucemburský a jeho doba 1296-1346, Praha 1994, s. 111, 176, 182, 266, 318.
- Sroka S. A., Genealogia Andegawenów węgierskich, Kraków 1999, s. 14-16.